# Arlington (Massachusetts)
Arlington város az USA Massachusetts államában, Middlesex megyében. Lakosainak száma 46 308 fő (2020. április 1.).

## Népesség
A település népességének változása:

| 2010 | 42 844 |
| 2020 | 46 308 |